# Curtis Hughes
Curtis Hughes, meglio conosciuto come Mr. Hughes (Kansas City, 7 dicembre 1964), è un wrestler statunitense.

## Carriera

### World Wrestling Federation (1993)
Dopo un breve stint nella United States Wrestling Association, in marzo entrò nella World Wrestling Federation, come parte del feud tra The Undertaker e Harvey Wippleman. Hughes rubò l'urna cineraria di Undertaker, ma successivamente perse ogni incontro e la abbandonò. Lasciò la WWF in agosto. Durante la sua permanenza, perse anche contro Mr. Perfect per squalifica al PPV King of the Ring. L'ultimo suo match trasmesso in televisione fu contro Tatanka, che perse per conteggio di dieci fuori dal ring quando gli occhiali da sole gli si ruppero negli occhi. Hughes fu licenziato il giorno dopo.

## Personaggio

### Mosse finali
- Sitout powerbomb[1]
- Spinning side slam[1][2]

### Manager
- Alexandra York
- General Adnan
- Harley Race
- Harvey Wippleman
- Jason

### Soprannomi
- "Mr. Mean"
- "The Ruffneck"
- "The Big Cat"
- "Total Protection"

## Titoli e Riconoscimenti
- Galaxy Wrestling Federation
  - GWF Heavyweight Championship (1)
- Independent Wrestling Network
  - IWN Heavyweight Championship (1)
- Peachstate Wrestling Alliance
  - PWA Heritage Championship (1)
- Southern States Championship Wrestling
  - SSCW Heavyweight Championship (1)